# Carhaix-Plouguer
Carhaix-Plouguer (Bretons: Karaez-Plougêr) is een gemeente in het Franse departement Finistère, in de regio Bretagne. De plaats maakt deel uit van het arrondissement Châteaulin. De gemeente telde op 1 januari 2022 7.326 inwoners.
In de gemeente ligt spoorwegstation Carhaix. De gemeente is een partnerstad met het Nederlandse dorp Hazerswoude-Rijndijk.

## Geografie
De oppervlakte van Carhaix-Plouguer bedroeg op 1 januari 2022 25,81 vierkante kilometer; de bevolkingsdichtheid was toen 283,8 inwoners per km².

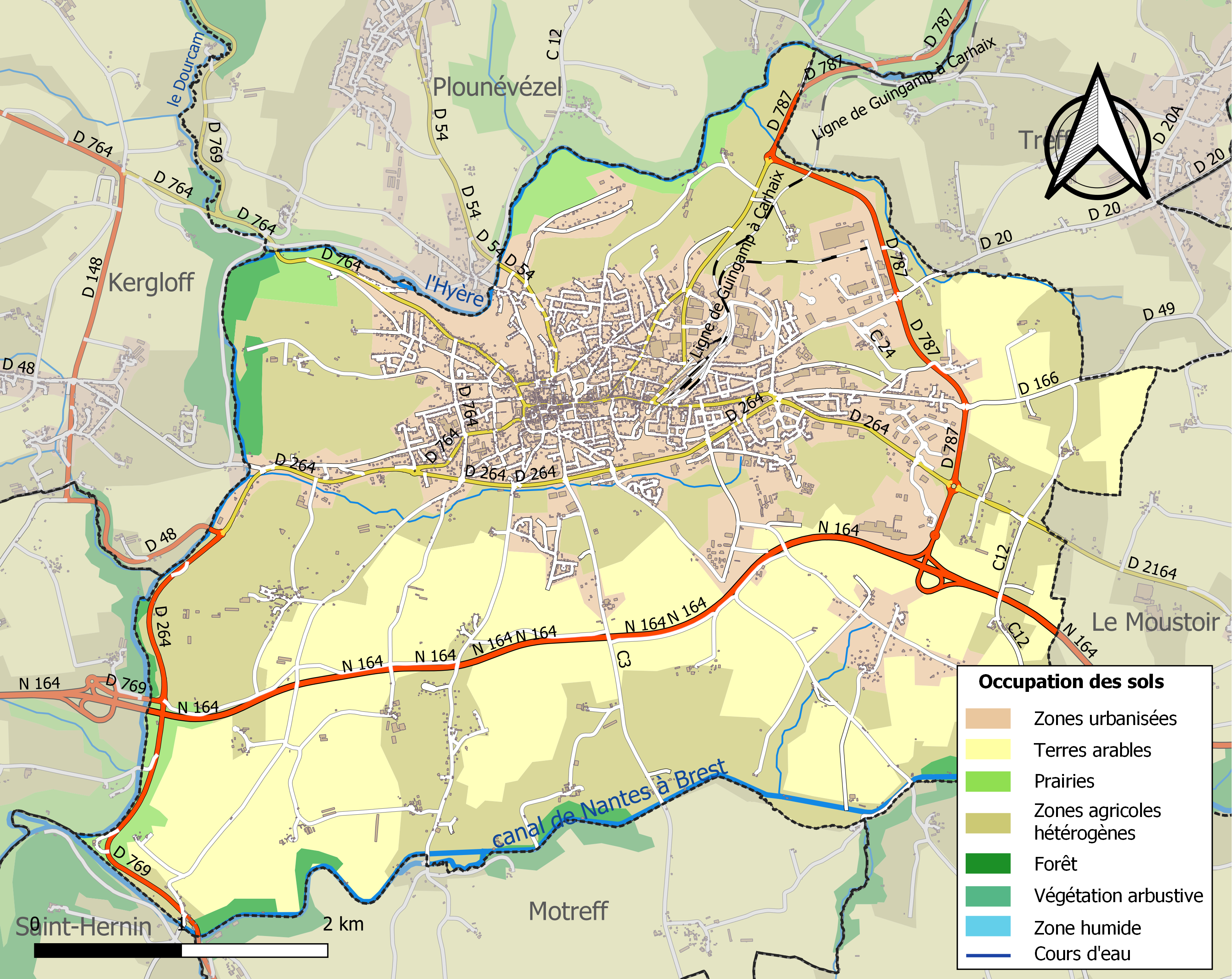
Kaart van de gemeente met belangrijkste infrastructuur, bodemgebruik en omliggende gemeenten

## Demografie
Onderstaande figuur toont het verloop van het inwonertal (bron: INSEE-tellingen).

## Afbeeldingen

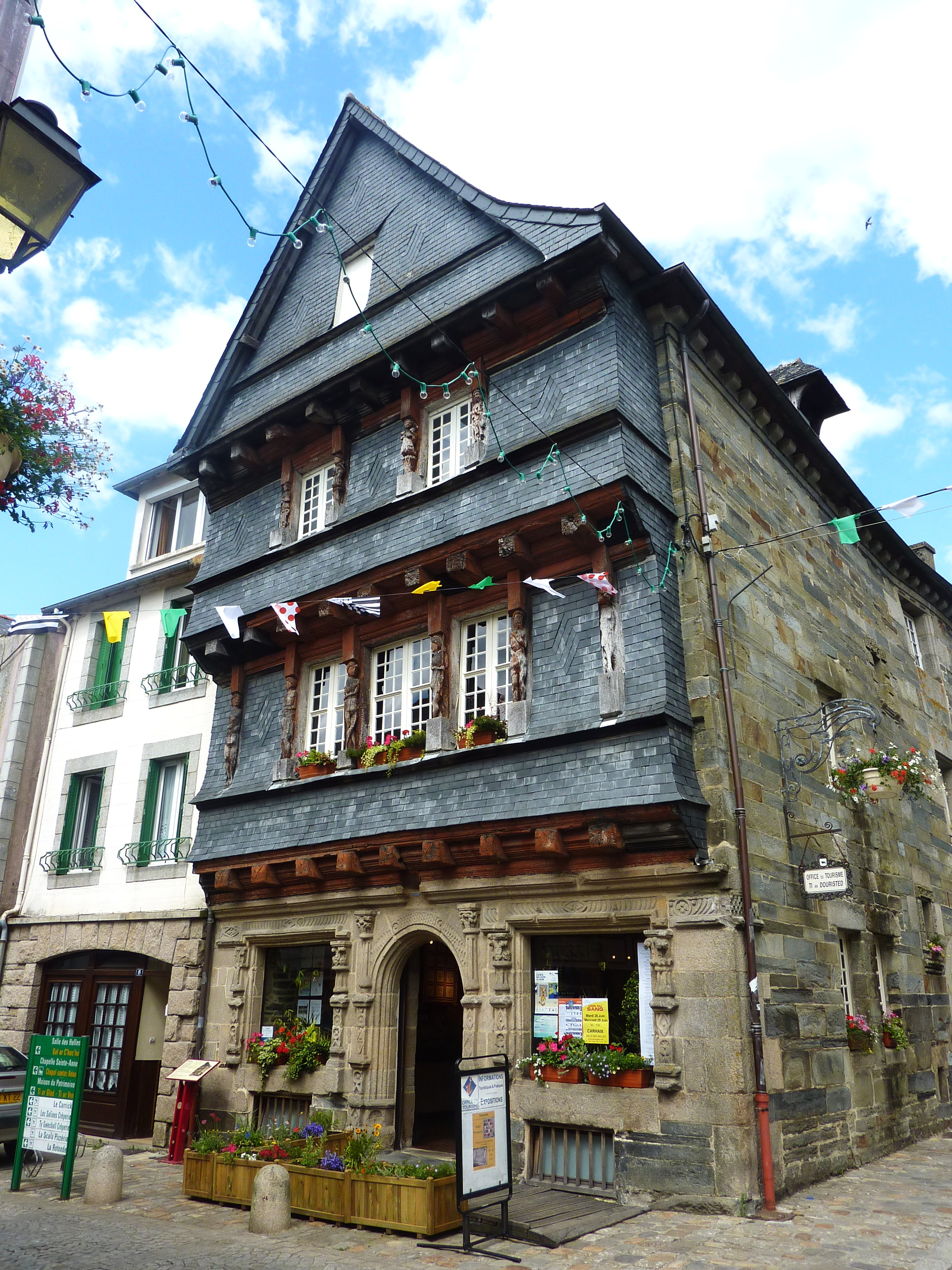
Syndicat d'Initiative (VVV)
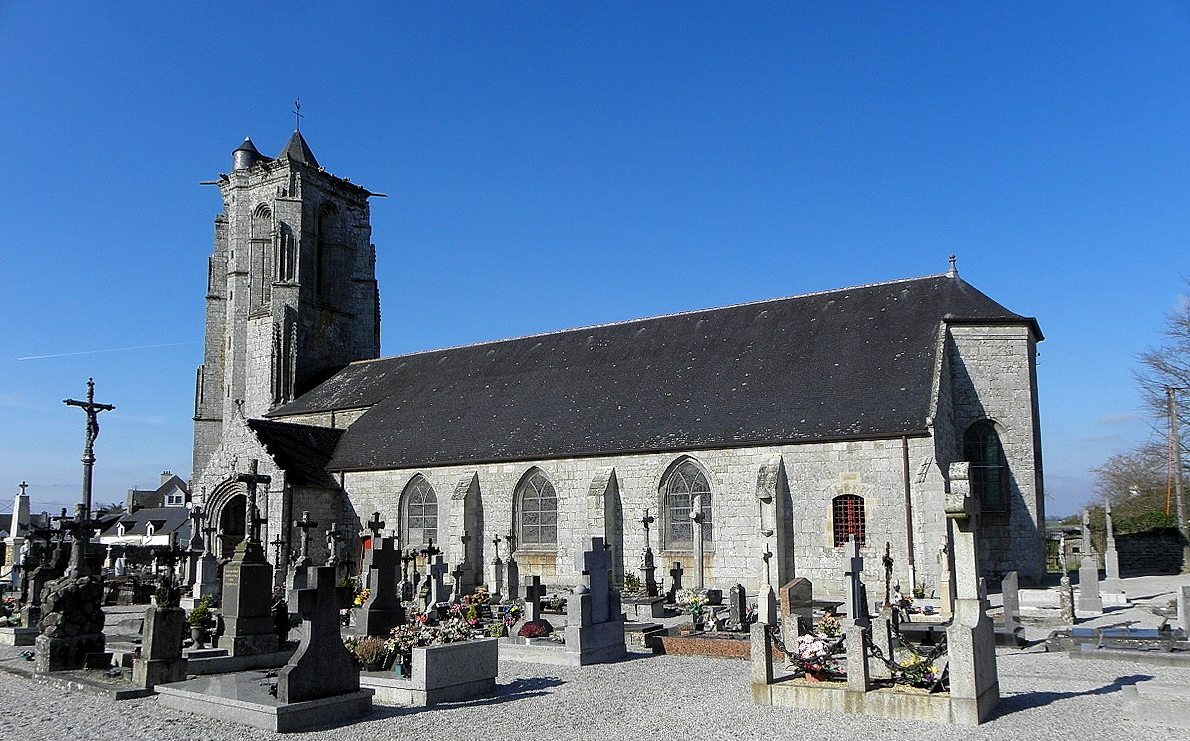
Église Saint-Pierre
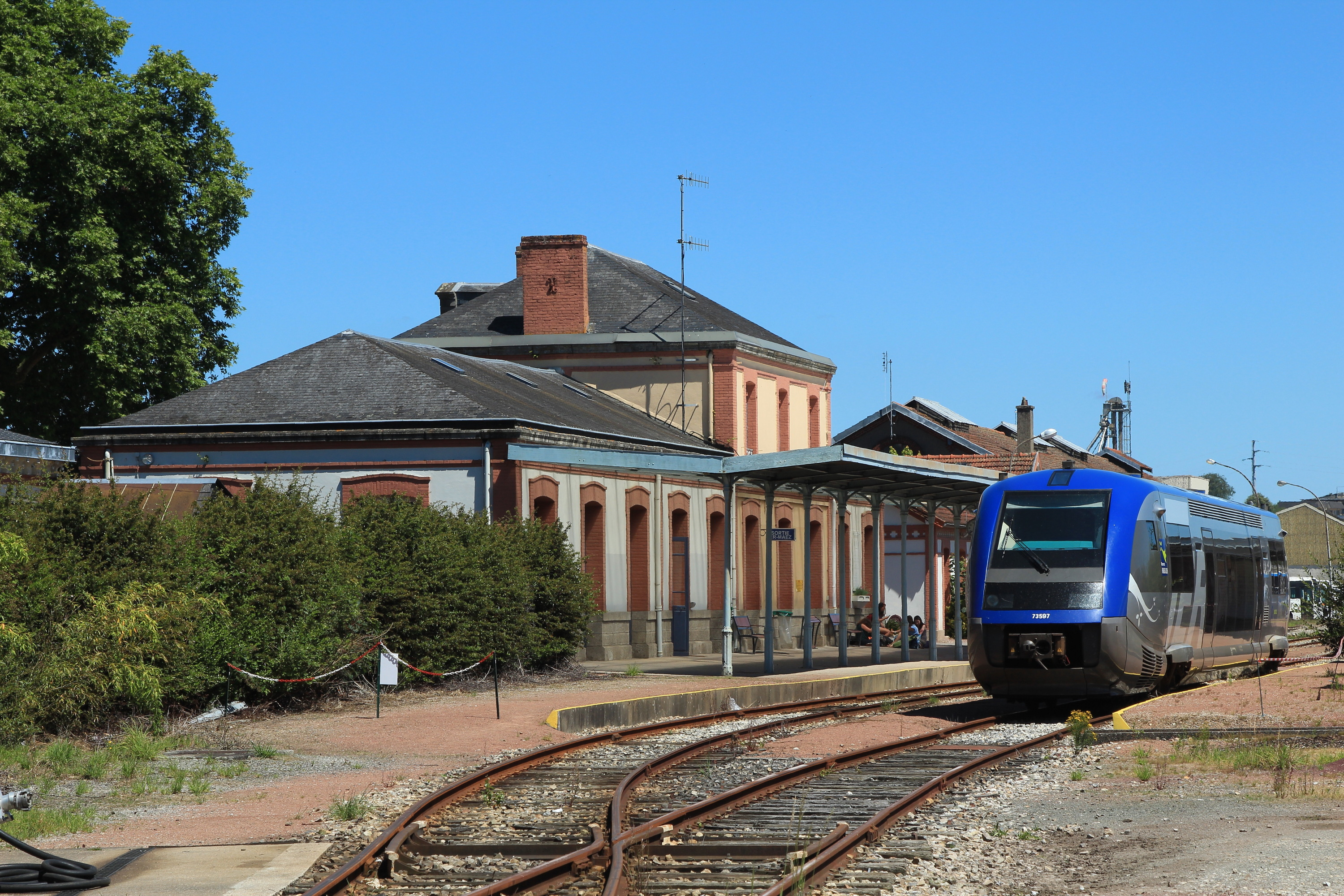
Station